# Gavàievo
Gavàievo (en rus: Гаваево) és un poble (un possiólok) de la República de Mordòvia, a Rússia, segons el cens del 2010 tenia 3 habitants, pertany al municipi de Kirjemani.